# Église Saint-Casimir de Vilnius

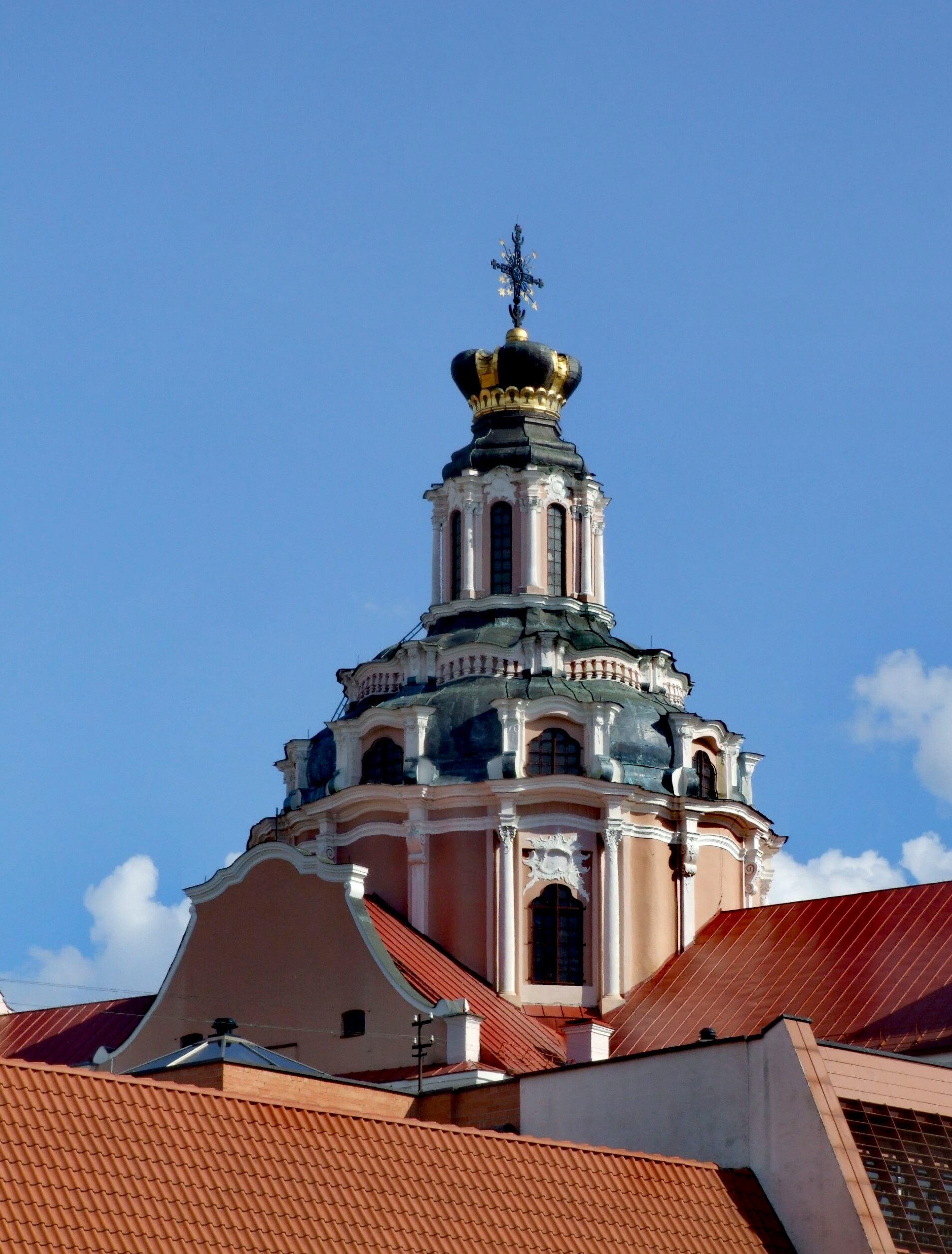
Coupole de Saint-Casimir, et couronne de l'indépendance la surmontant

L’église Saint-Casimir est un édifice religieux catholique qui est la plus ancienne église baroque de Vilnius (Lituanie). Construite de 1604 à 1635 par les jésuites elle passa entre les mains des augustiniens après 1773 et après avoir subi vicissitudes et emplois divers durant les XIXe et XXe siècles elle fut rendue à l’Église catholique en 1988 et aux Jésuites en 1991.

## Histoire

### Premiers siècles
L’ordre religieux des jésuites, fondé par saint Ignace de Loyola en 1540, est présent en Lituanie dès 1568. Une université est fondée à Vilnius en 1579.
La construction de cette église commence en 1604, les travaux étant dirigés par le père Jan Prockowicz, architecte. Terminée, consacrée en 1635 et dédiée à saint Casimir, patron de la Lituanie, elle connaît un premier malheur en 1655 : elle est mise à feu lors de l’entrée des troupes russes dans la ville.
Rebâtie, l’église sera par deux fois détruite par le feu: en 1707 (siège des troupes suédoises) et 1749. Nouvelle reconstruction, cette fois dirigée par l’architecte et astronome jésuite lituanien Thomas Pebrauskas. Le maître autel comme la coupole à degrés sont de sa marque. L’église a sa physionomie définitive. La décoration intérieure est l’œuvre de Hans Kierner et les fresques retraçant la vie de saint Casimir sont réalisées par un artiste tchèque Joseph Obst.

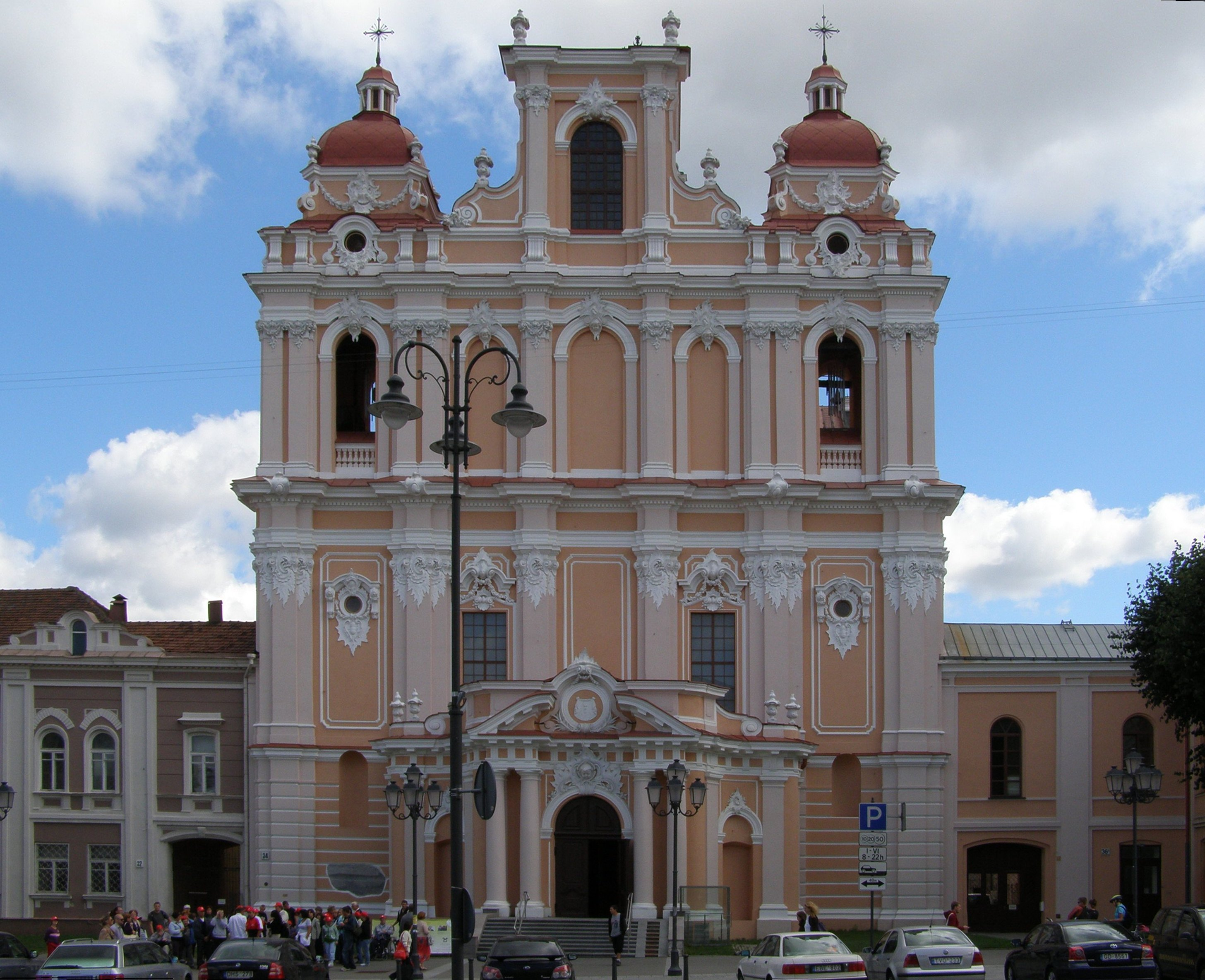
Façade de l'église Saint-Casimir

### DifficilesXIXeetXXesiècles
Lorsque la Compagnie de Jésus est supprimée en 1773, l’église est confiée aux Augustiniens. Mais en 1812 l’armée française de Napoléon en fait un grenier à blé, détruisant autels, statues et fresques. En 1815 elle est restaurée - une dizaine d’autels sont ajoutés - et rouverte au culte. Pas pour longtemps, cependant. Les prêtres sont chassés en 1832 et l’église est fermée jusqu’en 1839.
Les Russes arrivent à Vilnius en 1839 et la convertissent en sanctuaire orthodoxe dédié à saint Michel. Ce réaménagement est effectué selon les plans d'Alexandre Rezanov. Restauration complète de 1864 à 1868. Un clocher plus élevé est construit au-dessus de la façade, et tous trois clochers sont surélevés de dômes et bulbes. La façade est redécorée en style néo-baroque et des fresques représentant des saints russes ornent les niches.
En 1915 l’armée prussienne fait de l’église un temple luthérien. En 1917, elle est rendue au culte catholique. le jésuite allemand Friedrich Muckermann y est actif et très populaire. Son soutien spirituel et social de la population lui vaut d’être déporté dans une prison de Minsk par les bolchéviques.
En 1919 l’église est officiellement restituée aux Jésuites par l’évêque de Vilnius Georges Matulaitis et restaurée en 1925. Vers 1940, la couronne surmontant la coupole, symbole important de l’indépendance de la Lituanie, est restaurée par l’architecte Jonas Mulokas.
Nouvelle fermeture de l’église en 1949, cette fois par les Soviétiques qui y stockent du blé. Tout ce qui se trouve à l’intérieur, y compris orgues et cloches est vandalisé ou détruit. En 1963n Saint-Casimir ouvre à nouveau... comme musée de l’athéisme !
En 1988, l’église est rendue à l’Église catholique. Une nouvelle restauration en profondeur est nécessaire. La réouverture de Saint-Casimir avec nouvelle consécration, se fait en 1991. Les Jésuites sont de nouveau responsables des services pastoraux et spirituels. Le père Lionginas Virbalas en est le curé de 1998 à 2005 et 2008 à 2010. Un collège est également ouvert, qui est fréquenté aujourd'hui par quelque 600 élèves.

## Architecture et patrimoine

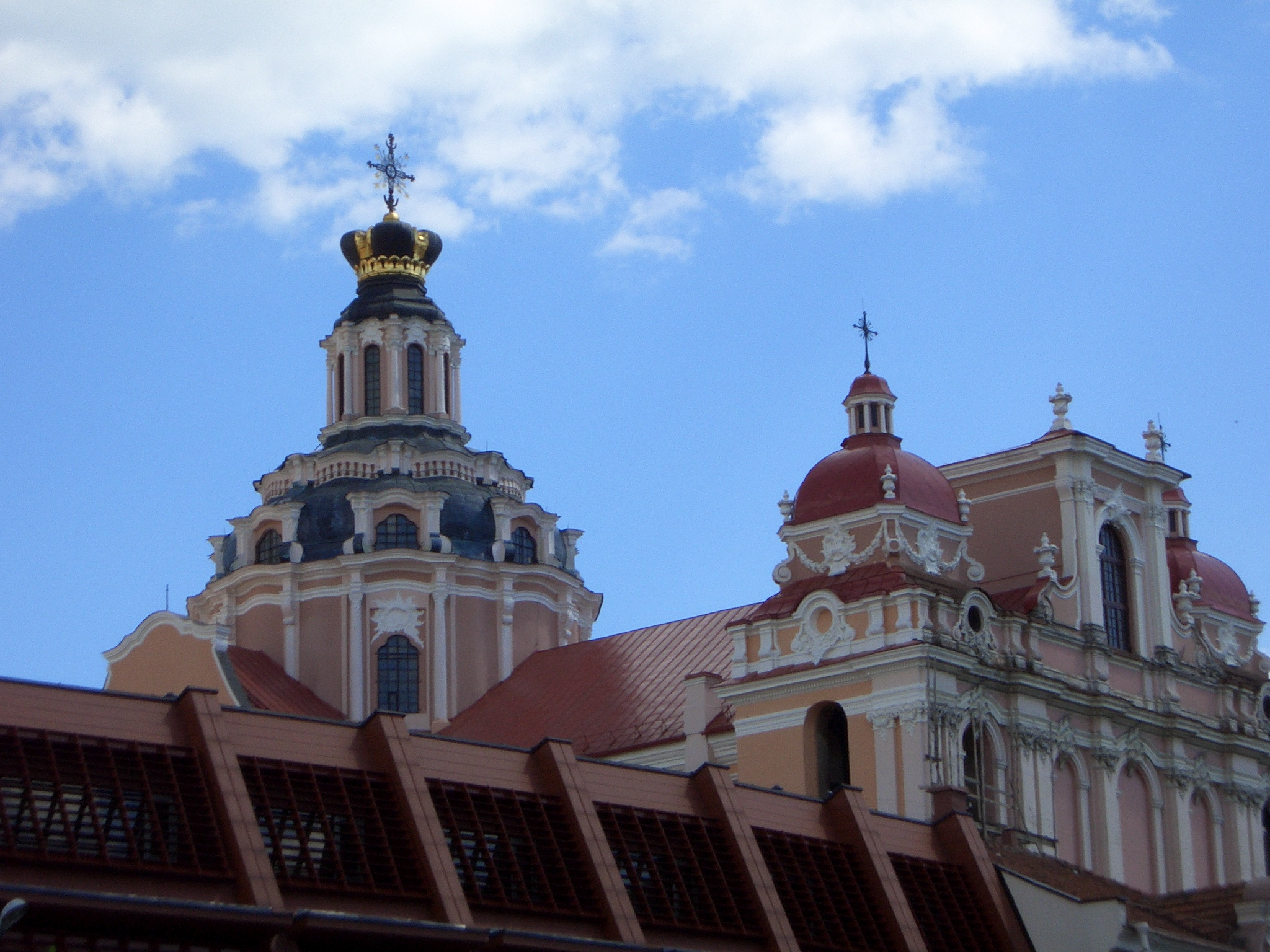
Dôme et toit de l'église

- Dôme et toit de l'égliseL’église, inspirée du Gesù de Rome, contient des éléments gothiques et baroques. Elle servit de modèle aux autres églises baroques construites par après dans la ville. Le plan général est celui d’une croix latine, ayant à la croisée de la nef et du transept (et à 40 mètres de hauteur) une coupole de 17 mètres de diamètre. La coupole est surmontée d’une couronne, celle des grands-ducs de Lituanie, encore considérée aujourd’hui comme symbole de l’indépendance de la Lituanie.
- La nef a 27 mètres de largeur et possède 6 chapelles sur ses bas-côtés. Trois de ces autels sont de style baroque tardif.
- En 1991 une ancienne crypte datant du XVIIe siècle fut découverte sous le chœur. Les tombes de quinze jésuites et bienfaiteurs s’y trouvaient. En 1995, les restes d’autres personnalités enterrées sous le porche de l’église y furent transférés. Quelques peintures et textes bibliques ornent les murs.
- Depuis 1993 des peintures modernes (de Antanas Kmieliauskas) ornent les autels : au-dessus du maître-autel (Résurrection du Christ, et Saint Casimir), l’autel de droite (Saint Ignace de Loyola) et celui de gauche (Saint André Bobola).

## Personnalités
- Saint André Bobola y fut ordonné prêtre en 1622 et y assura les services pastoraux durant quelques années.
- Konstantinas Sirvydas (1579-1631), jésuite et linguiste de renom y prêcha en lituanien durant une dizaine d’années.